# Claudio Ridolfi

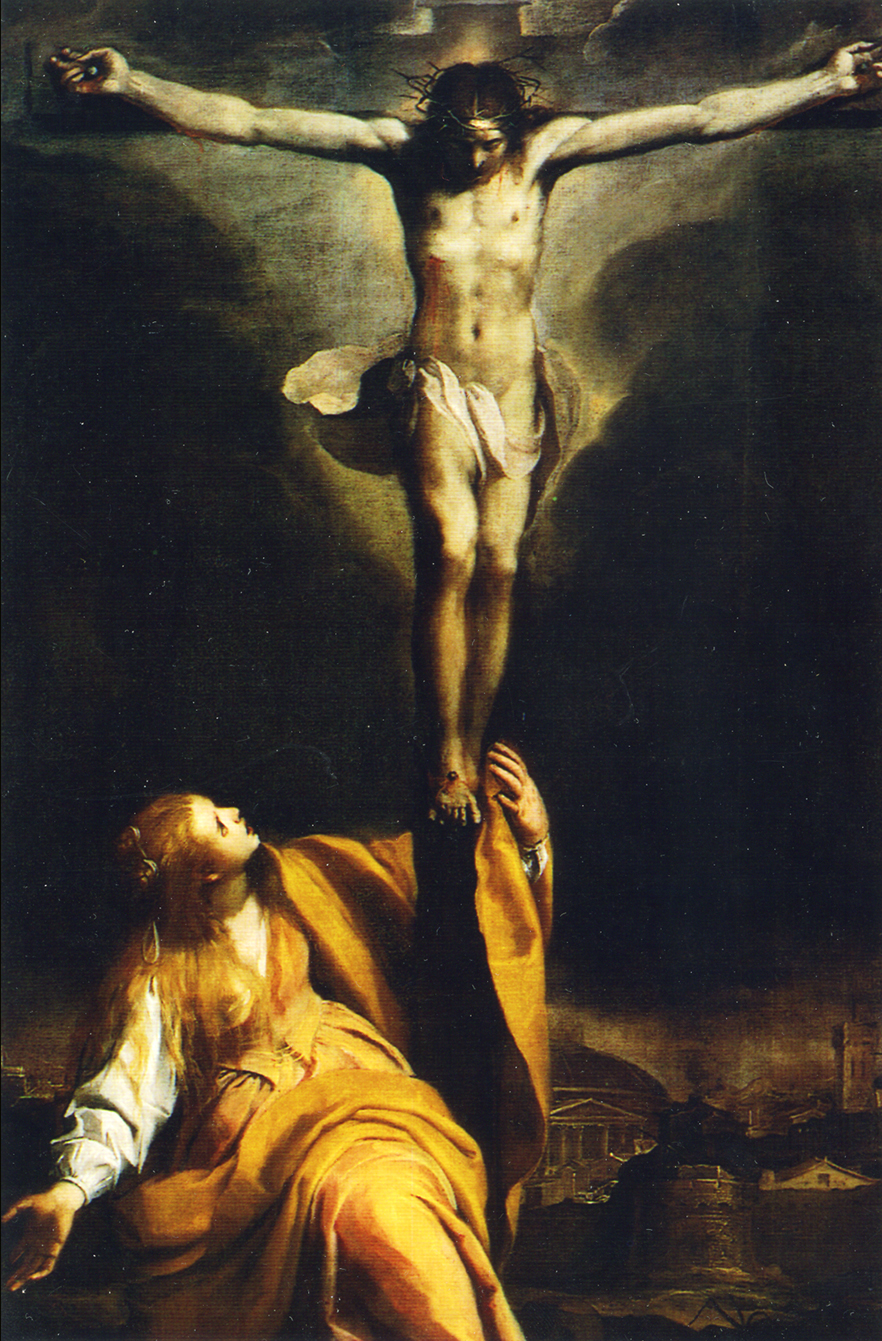
La Maddalena ai piedi della Croce, Santa Maria in Portuno (Corinaldo)

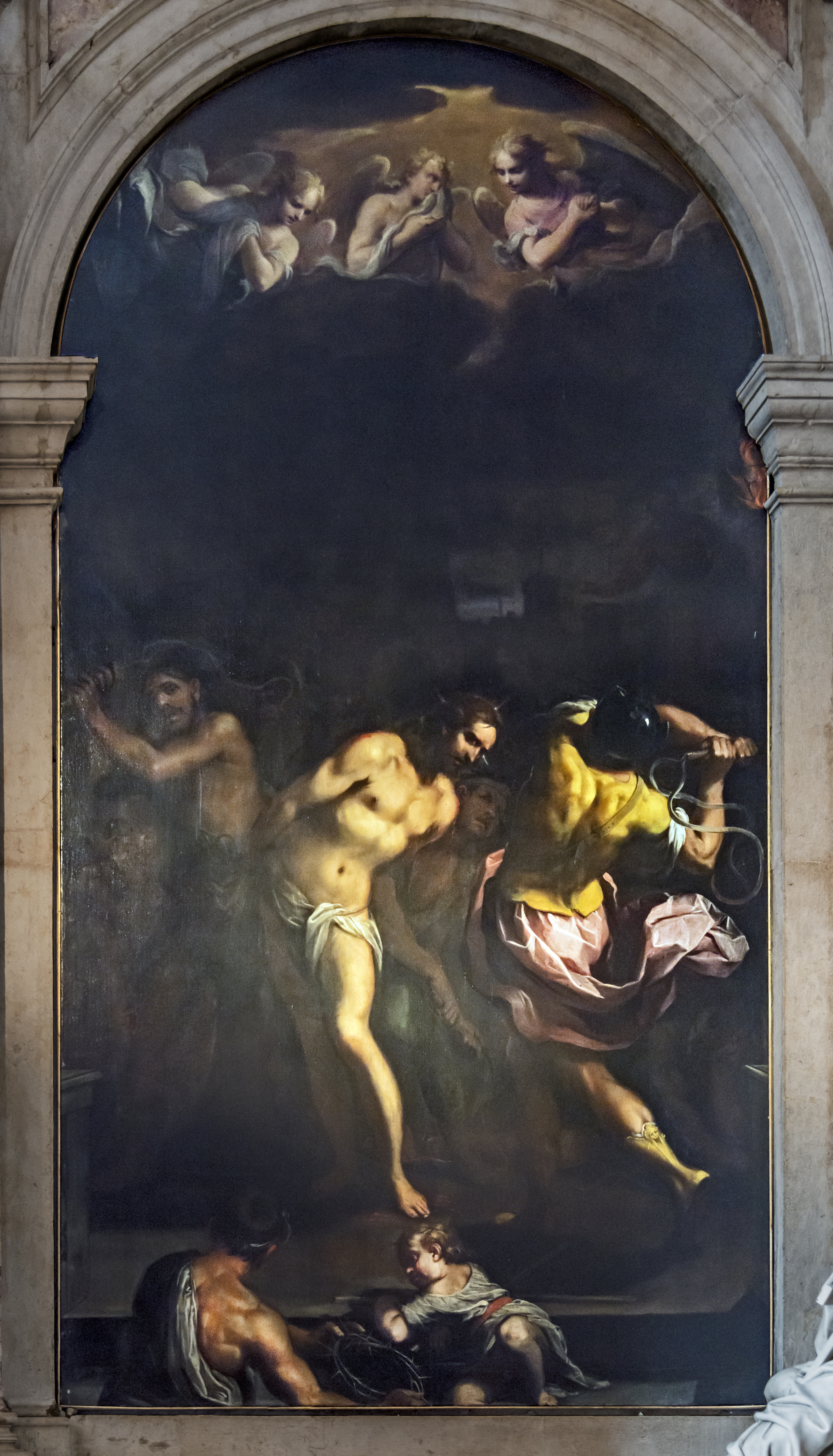
Flagellazione - Chiesa di Sant'Anastasia (Verona)

Claudio Ridolfi (Verona, 1570 circa – Corinaldo, 1644) è stato un pittore italiano, che si stabilì a Corinaldo nelle Marche e vi elesse la sua dimora.

## Biografia

### A Venezia
È figlio naturale di un conte Ridolfi, da cui prese il nome. Studiò a Verona, poi con Paolo Caliari, noto anche come Paolo Veronese, continuò a Venezia dove affinò la sua arte e si trattenne ed operò per diverso tempo.

### Ad Urbino
Tornò a Verona per poi partire verso Roma e subito a Urbino dove trovò casa e stabilì la sua dimora a Corinaldo dove rimase per tutta la sua lunga ed operosa vita.
Fu allievo dello stimato pittore urbinate Federico Barocci e il suo quadro dedicato a Santa Barbara è esposto nella Chiesa della Croce di Senigallia nel primo altare nel lato sinistro. Molte sue pregevoli opere sono disseminate nelle chiese dei centri della vicina Valle del Cesano (Pergola, Mondolfo, San Lorenzo in Campo), nonché importanti tele nella Chiesa Collegiata della vicina Cantiano e, più in generale, in tutto il territorio dell'attuale Provincia di Pesaro e Urbino.

### A Verona
In patria ci ritornò per un breve periodo durante il quale operò per le chiese di Verona e diocesi.

### A Padova
A  Galzignano in provincia di Padova, dipinse una tela raffigurante la Assunzione della Madonna con due santi ovvero San Filippo Neri e San Valentino nella chiesa di Santa Maria Assunta.

## Dopo la morte
Al suo nome è stata intitolata anche una civica raccolta d'arte situata a Corinaldo, che comprende circa sessanta opere che non sono solo di Ridolfi, ma anche di altri artisti del XVII secolo.